# Seven de Australia 2020
El Seven de Australia 2020 fue la decimoséptima edición del Seven de Australia y es el cuarto torneo de la Serie Mundial Masculina de Rugby 7 2019-20.
Se disputó del 1 al 2 de febrero en el Western Sydney Stadium de Sídney, Australia.

## Formato
Se dividen en cuatro grupos de cuatro equipos, cada grupo se resuelve con el sistema de todos contra todos a una sola ronda; la victoria otorga 3 puntos, el empate 2 y la derrota 1 punto.
El equipo con más puntos en el grupo avanza a las semifinales por el campeonato, mientras que el 2° clasificado avanza a los play-off por el quinto puesto, el 3° del grupo clasifica a los play-off del noveno puesto y el 4° a los del 13° puesto.

## Equipos participantes
Además de los 15 equipos que tienen su lugar asegurado para toda la temporada se suma como invitado la selección de Japón.
| - Argentina - Australia - Canadá - Escocia | - España - Estados Unidos - Fiyi - Francia | - Gales - Inglaterra - Irlanda - Japón | - Kenia - Nueva Zelanda - Samoa - Sudáfrica |

## Resultados

### Fase de grupos

#### Grupo A
| Pos | Países        | Pts | Partidos | Partidos | Partidos | Partidos | Tantos | Tantos | Tantos |
| Pos | Países        | Pts | J        | G        | E        | P        | PF     | PC     | DP     |
| --- | ------------- | --- | -------- | -------- | -------- | -------- | ------ | ------ | ------ |
| 1   | Fiyi          | 9   | 3        | 3        | 0        | 0        | 109    | 19     | +90    |
| 2   | Nueva Zelanda | 7   | 3        | 2        | 0        | 1        | 78     | 36     | +42    |
| 3   | Gales         | 5   | 3        | 1        | 0        | 2        | 31     | 130    | –99    |
| 4   | Kenia         | 3   | 3        | 0        | 0        | 3        | 40     | 73     | –33    |

|  | Avanza a semifinales. |

| 1 de febrero de 2020 | Kenia | 14 - 28 | Fiyi | Western Sydney Stadium, Sídney |  |

| 1 de febrero de 2020 | Nueva Zelanda | 54 - 5 | Gales | Western Sydney Stadium, Sídney |  |

| 1 de febrero de 2020 | Kenia | 21 - 26 | Gales | Western Sydney Stadium, Sídney |  |

| 1 de febrero de 2020 | Nueva Zelanda | 5 - 26 | Fiyi | Western Sydney Stadium, Sídney |  |

| 2 de febrero de 2020 | Fiyi | 55 - 0 | Gales | Western Sydney Stadium, Sídney |  |

| 2 de febrero de 2020 | Nueva Zelanda | 19 - 5 | Kenia | Western Sydney Stadium, Sídney |  |

#### Grupo B
| Pos | Países    | Pts | Partidos | Partidos | Partidos | Partidos | Tantos | Tantos | Tantos |
| Pos | Países    | Pts | J        | G        | E        | P        | PF     | PC     | DP     |
| --- | --------- | --- | -------- | -------- | -------- | -------- | ------ | ------ | ------ |
| 1   | Sudáfrica | 9   | 3        | 3        | 0        | 0        | 112    | 26     | +86    |
| 2   | Argentina | 7   | 3        | 2        | 0        | 1        | 59     | 78     | -19    |
| 3   | Francia   | 5   | 3        | 1        | 0        | 2        | 41     | 58     | –17    |
| 4   | Samoa     | 3   | 3        | 0        | 0        | 3        | 38     | 88     | –50    |

|  | Avanza a semifinales. |

| 1 de febrero de 2020 | Argentina | 14 - 52 | Sudáfrica | Western Sydney Stadium, Sídney |  |

| 1 de febrero de 2020 | Francia | 24 - 17 | Samoa | Western Sydney Stadium, Sídney |  |

| 1 de febrero de 2020 | Argentina | 28 - 21 | Samoa | Western Sydney Stadium, Sídney |  |

| 1 de febrero de 2020 | Francia | 12 - 24 | Sudáfrica | Western Sydney Stadium, Sídney |  |

| 2 de febrero de 2020 | Sudáfrica | 36 - 0 | Samoa | Western Sydney Stadium, Sídney |  |

| 2 de febrero de 2020 | Francia | 5 - 17 | Argentina | Western Sydney Stadium, Sídney |  |

#### Grupo C
| Pos | Países         | Pts | Partidos | Partidos | Partidos | Partidos | Tantos | Tantos | Tantos |
| Pos | Países         | Pts | J        | G        | E        | P        | PF     | PC     | DP     |
| --- | -------------- | --- | -------- | -------- | -------- | -------- | ------ | ------ | ------ |
| 1   | Estados Unidos | 9   | 3        | 3        | 0        | 0        | 120    | 28     | +92    |
| 2   | Australia      | 7   | 3        | 2        | 0        | 1        | 71     | 64     | +7     |
| 3   | Escocia        | 4   | 3        | 0        | 1        | 2        | 49     | 84     | –35    |
| 4   | Japón          | 4   | 3        | 0        | 1        | 2        | 35     | 99     | –64    |

|  | Avanza a semifinales. |

| 1 de febrero de 2020 | Estados Unidos | 32 - 14 | Escocia | Western Sydney Stadium, Sídney |  |

| 1 de febrero de 2020 | Australia | 33 - 7 | Japón | Western Sydney Stadium, Sídney |  |

| 1 de febrero de 2020 | Estados Unidos | 45 - 7 | Japón | Western Sydney Stadium, Sídney |  |

| 1 de febrero de 2020 | Australia | 31 - 14 | Escocia | Western Sydney Stadium, Sídney |  |

| 2 de febrero de 2020 | Escocia | 21 - 21 | Japón | Western Sydney Stadium, Sídney |  |

| 2 de febrero de 2020 | Australia | 7 - 43 | Estados Unidos | Western Sydney Stadium, Sídney |  |

#### Grupo D
| Pos | Países     | Pts | Partidos | Partidos | Partidos | Partidos | Tantos | Tantos | Tantos |
| Pos | Países     | Pts | J        | G        | E        | P        | PF     | PC     | DP     |
| --- | ---------- | --- | -------- | -------- | -------- | -------- | ------ | ------ | ------ |
| 1   | Inglaterra | 9   | 3        | 3        | 0        | 0        | 92     | 26     | +66    |
| 2   | Irlanda    | 5   | 3        | 1        | 0        | 2        | 57     | 57     | 0      |
| 3   | Canadá     | 5   | 3        | 1        | 0        | 2        | 54     | 73     | –19    |
| 4   | España     | 5   | 3        | 1        | 0        | 2        | 38     | 85     | -47    |

|  | Avanza a semifinales. |

| 1 de febrero de 2020 | Canadá | 28 - 19 | Irlanda | Western Sydney Stadium, Sídney |  |

| 1 de febrero de 2020 | Inglaterra | 47 - 0 | España | Western Sydney Stadium, Sídney |  |

| 1 de febrero de 2020 | Canadá | 12 - 28 | España | Western Sydney Stadium, Sídney |  |

| 1 de febrero de 2020 | Inglaterra | 19 - 12 | Irlanda | Western Sydney Stadium, Sídney |  |

| 2 de febrero de 2020 | España | 10 - 26 | Irlanda | Western Sydney Stadium, Sídney |  |

| 2 de febrero de 2020 | Inglaterra | 26 - 14 | Canadá | Western Sydney Stadium, Sídney |  |

### Etapa eliminatoria

#### Decimoquinto puesto
| 2 de febrero de 2020 | Kenia | 12 - 19 | Samoa | Western Sydney Stadium, Sídney |  |

#### Decimotercer puesto
| 2 de febrero de 2020 | España | 14 - 7 | Japón | Western Sydney Stadium, Sídney |  |

#### Undécimo puesto
| 2 de febrero de 2020 | Gales | 5 - 21 | Escocia | Western Sydney Stadium, Sídney |  |

#### Noveno puesto
| 2 de febrero de 2020 | Francia | 7 - 0 | Canadá | Western Sydney Stadium, Sídney |  |

#### Séptimo puesto
| 2 de febrero de 2020 | Argentina | 12 - 21 | Irlanda | Western Sydney Stadium, Sídney |  |

#### Quinto puesto
| 2 de febrero de 2020 | Nueva Zelanda | 24 - 7 | Australia | Western Sydney Stadium, Sídney |  |

### Semifinales
| 2 de febrero de 2020 | Sudáfrica | 19 - 12 | Estados Unidos | Western Sydney Stadium, Sídney |  |

| 2 de febrero de 2020 | Fiyi | 17 - 14 | Inglaterra | Western Sydney Stadium, Sídney |  |

##### Tercer Puesto
| 2 de febrero de 2020 | Estados Unidos | 17 - 10 | Inglaterra | Western Sydney Stadium, Sídney |  |

##### Final
| 2 de febrero de 2020 | Sudáfrica | 10 - 12 | Fiyi | Western Sydney Stadium, Sídney |  |

| Bandera de Fiyi        |
| Campeón Fiyi           |
| 1º título del circuito |

## Posiciones finales
| Pos               | Equipo         |
| ----------------- | -------------- |
| Medalla de oro    | Fiyi           |
| Medalla de plata  | Sudáfrica      |
| Medalla de bronce | Estados Unidos |
| 4                 | Inglaterra     |
| 5                 | Nueva Zelanda  |
| 6                 | Australia      |
| 7                 | Irlanda        |
| 8                 | Argentina      |
| 9                 | Francia        |
| 10                | Canadá         |
| 11                | Escocia        |
| 12                | Gales          |
| 13                | España         |
| 14                | Japón          |
| 15                | Samoa          |
| 16                | Kenia          |